# Суперв'язниця!
Суперв'язниця! (англ. Superjail!) — американський телевізійний мультсеріал відомий своєю психоделічністю, неординарністю сценарію та екстремальним графічним насильством. Пілотний епізод вийшов на екрани 13 травня 2007, а перший сезон почався 28 вересня 2008.
Зсередини в'язниця являє собою унікальну самостійну реальність, в якій матерія простору і часу є вкрай текучою субстанцією і змінюється за примхою начальника в'язниці, втім в загальному кожен епізод починається з лінійної історії переходячи в насильницьке психоделічне дійство.

## Сюжет
Дія серіалу відбуваються у в'язниці в альтернативному вимірі під назвою «5612», що знаходиться всередині вулкана, який у свою чергу розташований в іншому, ще більшому вулкані. Зсередини в'язниця є химерною герметичною реальністю, в якій простір і час живуть за своїми, неприродним і навіть жахаючими законам. Населення в'язниці складає більше 70 000, хоча творці відзначили, що в'язниця обробляє 'мільярди ув'язнених'. Суперв'язниця знаходиться під контролем людини, відомої тільки як «Страж(Warden)», люб'язний психопат з очевидно магічними силами, які використовує аби задовольнити свої численні капризи.
У кожному епізоді начальнику в'язниці в голову приходить якийсь незвичайний і божевільний план, який він протягом серії намагається реалізувати за допомогою своїх помічників. Але кожен раз в реалізації плану йому заважають близнюки, що живуть у підпіллі в'язниці. Зазвичай все це закінчується особливо жорстоким кровопролиттям і свавіллям. В останній серії третього сезону суперв'язниця була повністю знищена в результаті розваги піромана Еша і начальника Вордена.

## Саундтрек
Пісня, відтворена під час вступної заставки, називається «Commin 'Home» («Повернення додому»). Спочатку планувалася інша пісня, але вона звучить тільки у пілотній серії («Bunny Love»).

## Персонажі
- Ворден (англ. The Warden, в перекладі з англійської — наглядач, доглядач), власник в'язниці. Одягнений у фіолетовий костюм, рукавички, циліндр і жовті окуляри. Був охарактеризований як садистська версія Віллі Вонки із «Чарлі і шоколадна фабрика». Справляє враження позитивної і гіперактивної людини. Психопат. Часто для досягнення своїх забаганок буває неоправдано жорстоким, в результаті його дій гинуть сотні людей. Виховувався дуже строгим батьком, котрий також був начальком тюрьми. Має почуття до Еліс.
- Джаред (англ. Jared) великоголовий фінансовий управлінець. Страждає алкогольною (і не тільки) залежністю і патологічним потовиділенням. У нього постійно трапляються нервові зриви, через які стається багато неприємностей.
- Еліс (Аліса) (англ. Alice) перекачаний охоронець в'язниці, крім того — єдиний охоронець, не включаючи Джейлбота. Дуже маскулінна, що проявляється в низькому голосі, сильно розвиненій мускулатурі і щетині на обличчі. Якщо придивитися, то через спідницю і трусики дуже часто в «гарячі» моменти промальовується контур чоловічих геніталій. Актор, який озвучує Еліс, підтвердив, що вона — транссексуалка. Ще до служби в суперв'язниці «здоровань Ел» був відомий як один з найкращих тюремних охоронців у світі, легко знешкоджує натовп ярих ув'язнених звичайним підносом з їдальні. Ел був закоханий у свого колишнього наглядача, через якого і вирішив змінити стать. Однак нічого путнього з цього не вийшло, так як наглядач виявився гомосексуалом і зі страху звільнив Еліс. Отримавши роботу в суперв'язниці, Еліс успішно справляється зі своїми обов'язками, а також частенько використовує в'язнів для задоволення своїх сексуальних потреб. Хоча Ворден часто клеїться до Еліс, охоронниця завжди відкидає його упадання.
- Джейлбот (Тюрьмінатор) (англ. Jailbot, в перекладі — тюремний робот) робот, створений Ворденом в основному для відлову злочинців і доставки їх у в'язницю. Трохи схожий на могильну плиту трансформер, напханий різноманітною зброєю та інструментами. Хоча Джейлбот являє собою пік сучасної техніки, його модель вважається трохи застарілою за тюремними стандартами (7-а серія 2-го сезону «Jailbot 2.0»). Неймовірно ефективний вбивця, причому під час бійні проявляє оригінальність і навіть певне почуття чорного гумору. Має і позитивні якості: дуже відданий господареві, а також має виражену симпатію до дітей, намагаючись не ображати або морально травмувати їх у міру можливостей. Полюючи на Джека Найфа, трощить все на своєму шляху, в найкращому випадку приносячи матеріальний збиток якомусь закладу, а в гіршому — безцеремонно знищуючи натовпи випадкових зівак.
- Доктор (англ. The Doctor) проживає в підземеллях тюрми, де проводить жорстокі експерименти над в'язнями і винаходить речі на замовлення Вордена. Розмовляє з помітним німецьким акцентом, а одного разу згадав що був молодим офіцером «на війні». Незважаючи на зайву вагу, є непоганим бійцем, а також майстерно використовує вогнепальну зброю. Успішно схрещує ДНК в'язнів з різноманітними тваринами, в результаті отримуючи різноманітних чудовиськ. Одного разу створив непереможного гладіатора «піддослідного # 7» з клонованих частин тіла персоналу суперв'язниці.
- Близнюки (англ. The Twins) — два брата-блондина, Прибульці з іншої планети, прибувши на Землю (згідно 4-й серії 2-го сезону «Ципочка») на однорічні канікули, але відмовляються повернутися назад, незважаючи на бажання батька повернути їх будь-яким шляхом. Займаються тим, що знущаються над Ворденом і його свитою, використовуючи свої незвичайні здібності. Також мають доступ до складного терміналу суперв'язниці (ніхто крім них ним не користується). Можливо, є істинними керуючими суперв'язниці, так як їх «винаходи» завжди технологічніші, в той час як винаходи Вордена — виглядають вигаданими (сам він не є винахідником — все справжні винаходи створює Доктор, а речі Вордена просто з'являються з повітря). За деякими ознаками, прообраз близнюків — близнюки з «Матриця: Перезавантаження»
- Джек Найф (англ. Jack Knife, в перекладі — викидний ніж) закоренілий кримінальний злочинець-рецидивіст, якого на початку кожного епізоду ловить і доставляє у в'язницю Джейлбот (найчастіше завдаючи при цьому набагато більше шкоди оточуючим, аніж сам Джек). З усіх боків огидний тип, який не має совісті. Протягом серіалу грабував стариганів, відбирав ліки у смертельно хворих дітей, оббирав трупи на кладовищі, і взагалі псував життя оточуючим. Поведінка Джека частково пояснюється жахливим дитинством: батько хулігана одного разу обміняв іграшки Джека на пляшку віскі. Не вміє або не любить розмовляти, спілкується дивним бурчанням і скавулінням. Мабуть, єдиними позитивними рисами Джека є неймовірне завзятість і прагнення до свободи. Майже в кожній серії бандит знаходить спосіб втекти з в'язниці, користуючись власною кмітливістю, пануючим хаосом, або просто щасливою випадковістю. Цікаво, що між Джек Найф і Джейлботом утворилося щось на зразок агресивної дружби: противники допомагають один одному опинившись на небезпечному безлюдному острові, а також відомий принаймні один випадок коли робот добровільно відпустив Джека на свободу. Також, Джек Найф виглядав пригніченим, коли був заарештований поліцією і відправлений у звичайну в'язницю замість острова суперв'язниці. Можливий прототип — Френк Морріс.

Також є ряд другорядних персонажів, що виявляються епізодично: мовчазна людина в окулярах (Гері) з канарейкою-вбивцею, двоє в'язнів-гомосексуалів (Жан і Пол), Лорд Стінгрей, обгорілий піроман Еш, начальниця Ультратюрми та її помічниця (у котру закоханий Джаред) і т. д.